# Pleasant Hill (Illinois)
Pleasant Hill – wieś w Stanach Zjednoczonych, w stanie Illinois, w hrabstwie Pike.